# 潘蓓蕾
潘蓓蕾（1941年—），祖籍台湾台北，出生于上海，高山族，中华人民共和国政治人物。九三学社社员。曾担任十一届全国政协常务委员、中国轻工业联合会副会长。2008年，当选第十一届全国政协常务委员，代表九三学社，分入第十二组。并担任经济委员会专委。

## 生平
潘蓓蕾於1941年2月出生於上海。潘蓓蕾的父亲潘金声，是台湾台北人，祖先來自浙江上虞，早年曾留学日本，移民中國大陸後，因政策原因被認為高山族。曾因在上海创办第一家“国光”口琴厂而被称誉为“中国口琴之父”。 
1960年，潘蓓蕾高中毕业後錄取北京轻工业学院（现陕西科技大学），跟隨微生物学权威金培松、生物化学知名学者姚国雄做研究，毕业设计是"年产2000吨啤酒厂"，指导老师戴仁泽曾任青岛啤酒厂总工程师。
大学毕业后，潘蓓蕾被分配在陕西省轻工业科学研究所，工作重点是通过微生物的筛选工作，经历了种种艰辛之后，潘蓓蕾成功筛选出了优良菌种UV－11，不仅在全省酒厂推广、应用，还推广至外省，产生了显著的社会效益和经济效益。
在将生物技术应用于食品工业的同时，潘蓓蕾也开创性地将生物技术引入造纸、皮革行业。多年的科研生涯中，潘蓓蕾主持和参与的20多个科研项目，经推广后，获得了显著的效益，她的学术水平和造诣也得到了公众的认可。
1980年，潘蓓蕾报考了西安交大管理工程研究生班，攻读"双学位"。1982年，学识渊博的潘蓓蕾，被组织调到省轻工业厅科技处。由于表现出色，3年后，省委决定任命潘蓓蕾为省轻工厅副厅长。
1989年4月，在陕西省七届人大二次会议上，潘蓓蕾以几乎全票的高票当选为陕西省副省长，成为陕西省的第一位女副省长。